# Carterella alexanderae
Carterella alexanderae är en måreväxtart som först beskrevs av Annetta Mary Carter, och fick sitt nu gällande namn av Edward Everett Terrell. Carterella alexanderae ingår i släktet Carterella och familjen måreväxter. Inga underarter finns listade i Catalogue of Life.